# Louis-Marie Rocourt

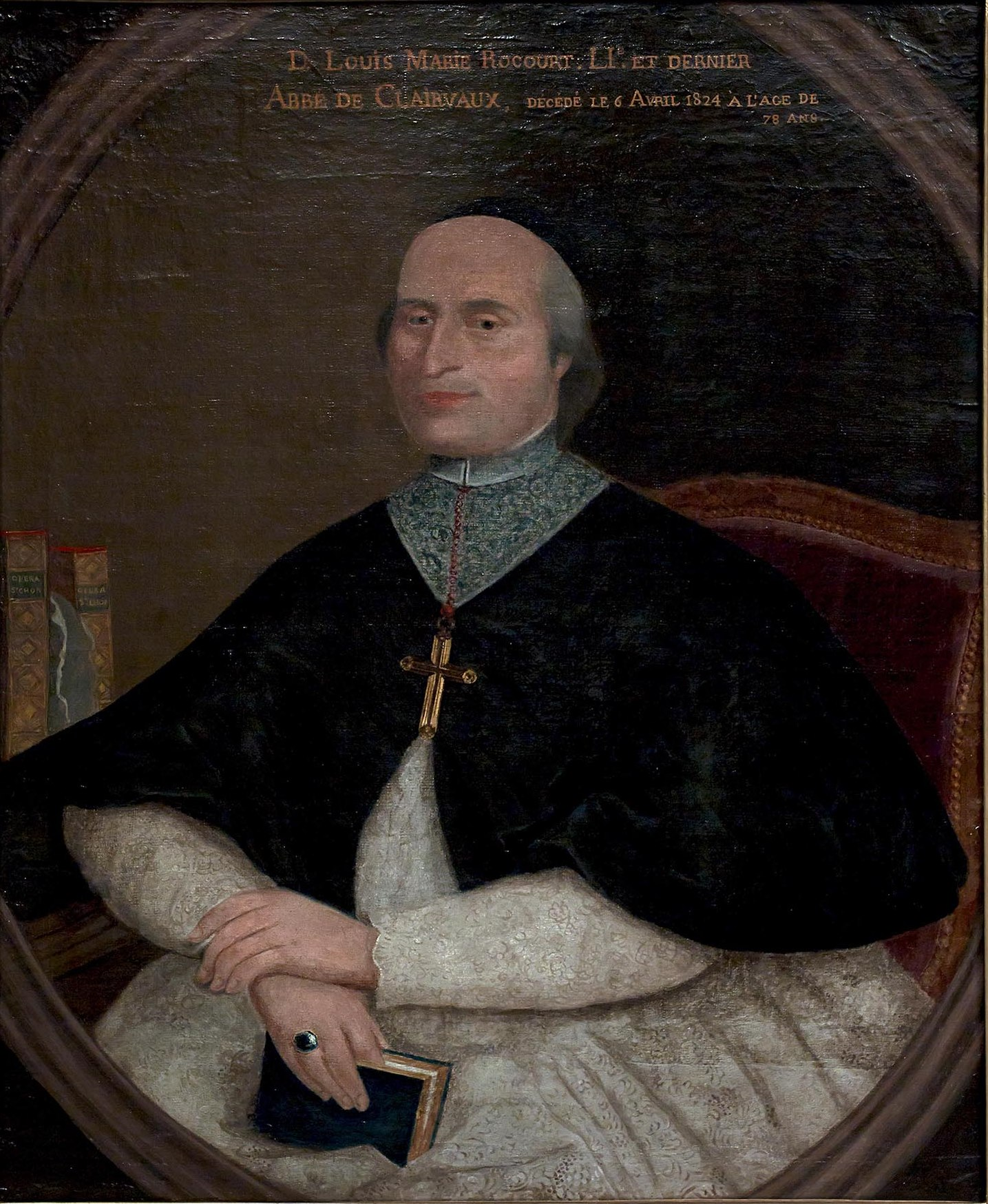
Louis-Marie Rocourt

Louis-Marie Rocourt, auch: Raucourt (* 10. Juni 1743 in Reims; † 6. April 1824 in Bar-sur-Aube) war ein französischer Zisterzienser und letzter Abt von Clairvaux.

## Leben und Werk

### Aufstieg zum Abt
Rocourt war der Sohn eines Heereslieferanten (später Heeresaufseher „contrôleur des guerres“). Ein Onkel war Zisterzienserprior im Umkreis der Abtei Clairvaux. Nach dem Studium an der Universität Reims trat er in Clairvaux ein, absolvierte einen Teil des Noviziats im Kloster Trois-Fontaines und studierte Theologie am Collège des Bernardins. Er lehrte sodann Theologie in Clairvaux, studierte aber weiter und schloss 1775 mit dem Doktorat ab. Gleichzeitig hatte er im Kloster wichtige Ämter inne, ab 1768 war er Kämmerer und ab 1773 Prior unter Abt François Le Blois (1761–1784), den er ab dem 6. Juni 1780 wegen Erkrankung als Abt-Koadjutor vertrat und dem er 1784 nachfolgte.

### Führung der Abtei Clairvaux
Als Abt reformierte Rocourt das Kloster im Sinne einer Annäherung an das Weltpriestertum. Er erwarb 1781–1784 die berühmte Bibliothek des Dijoner Parlamentspräsidenten Jean Bouhier (1673–1746, sie ist heute in Troyes), scheiterte aber mit dem Projekt der Errichtung einer Statue des heiligen Bernhard von Clairvaux (deren Marmorsteine bereits herangeschafft waren) am Ausbruch der Französischen Revolution. Als 1792 alle Klöster staatlich geschlossen wurden, wich er erst vor dem Gerichtsvollzieher aus seiner Abtei und ließ sich in Juvancourt (Kanton Bar-sur-Aube), einem Nachbardorf des Klosters, nieder. Bei der Schließung bestand sein Konvent aus 33 Mönchen (23 Chormönche und 10 Konversen), von denen die Hälfte älter als 50 war.
Vorher hatte er noch am 12. März 1791 als Primarabt von La Trappe dem Reformator Augustin de Lestrange, der ihn persönlich aufsuchte, die Genehmigung zur Errichtung eines Konvents in der Kartause La Valsainte in der Schweiz gegeben und ihn am 3. Mai (schriftlich) kanonisch eingesetzt und somit die kanonische Kontinuität des Zisterzienserordens über die Revolution hinaus gerettet. Rocourt schrieb noch an Lestrange am 15. März 1793.

### Überlebender der Französischen Revolution und Tod
In Juvancourt wohnte Rocourt im Hause des emigrierten Unternehmers und Klosterarchitekten Edme Joseph Aubert. Dank der Diskretion der Dorfbewohner überstand er die Revolution im Verborgenen und wurde nicht, wie Tausende von Priestern und Mönchen, zum Märtyrer. 1804 wechselte er nach Bar-sur-Aube und starb dort nach langer Krankheit.

### Bewahrer des Reliquienschatzes von Clairvaux
Als Rocourt am 3. Dezember 1791 gezwungen wurde, den Reliquienschatz des Klosters an den Staat abzugeben, hatte er vorher bereits ein gutes Dutzend kostbare Reliquien an sich genommen und so in Sicherheit gebracht. Er verteilte sie mit großer Mühe bis 1809 auf verschiedene Kirchen, u. a. die Kirche von Ville-sous-la-Ferté. Die Kopfreliquie des heiligen Bernhard befindet sich heute im Domschatz (Trésor) der Kathedrale von Troyes.